# Dee Wallace
Dee Wallace, nata Deanna Bowers e conosciuta anche come Dee Wallace-Stone (Kansas City, 14 dicembre 1948), è un'attrice statunitense.

## Biografia
È nota soprattutto per aver interpretato la madre di Elliot nel film E.T. l'extra-terrestre (1982) di Steven Spielberg. Ha recitato inoltre in ruoli di primo piano in pellicole horror come Le colline hanno gli occhi (1977), L'ululato (1981), Cujo (1983) ed è apparsa in La fabbrica delle mogli (1975) e in 10 (1979). Ha preso parte complessivamente a più di 85 film.

## Vita privata
Wallace è stata sposata con l'attore Christopher Stone, deceduto nel 1995.

## Filmografia

### Cinema
- La fabbrica delle mogli (The Stepford Wives), regia di Bryan Forbes (1975)
- Le colline hanno gli occhi (The Hills Have Eyes), regia di Wes Craven (1977)
- 10, regia di Blake Edwards (1979)
- L'ululato (The Howling), regia di Joe Dante (1981)
- E.T. l'extra-terrestre (E.T. the Extra-Terrestrial), regia di Steven Spielberg (1982)
- Cujo, regia di Lewis Teague (1983)
- L'ammiratore segreto (Secret Admirer), regia di David Greenwalt (1985)
- Critters, gli extraroditori (Critters), regia di Stephen Herek (1986)
- La leggenda del cavallo bianco (Bialy Smok), regia di Jerzy Domaradzki e Janusz Morgenstern (1987)
- Popcorn, regia di Mark Herrier (1991)
- Alligator II: The Mutation, regia di Jon Hess (1991)
- Lotta estrema (Best of the Best 3: No Turning Back), regia di Phillip Rhee (1995)
- Sospesi nel tempo (The Frighteners), regia di Peter Jackson (1996)
- Nevada, regia di Gary Tieche (1997)
- Halloween - The Beginning (Halloween), regia di Rob Zombie (2007)
- The House of the Devil, regia di Ti West (2009)
- Stay Cool, regia di Mark Polish (2009)
- Misure straordinarie (Extraordinary Measures), regia di Tom Vaughan (2010)
- Le streghe di Salem (The Lords of Salem), regia di Rob Zombie (2012)
- Il ricatto (Grand Piano), regia di Eugenio Mira (2013)
- Love & Mercy, regia di Bill Pohlad (2014)
- Peter's Ashes, regia di Julie Herlocker (2014)
- Zombie Killers: Elephant's Graveyard, regia di Harrison Smith (2015)
- Critters Attack! - Il ritorno degli extraroditori (Critters Attack!), regia di Bobby Miller (2019)
- 3 from Hell, regia di Rob Zombie (2019)

### Televisione
- Child Bride of Short Creek, regia di Robert Michael Lewis - film TV (1981)
- Wait till Your Mother Gets Home!, regia di Bill Persky - film TV (1983)
- Ai confini della realtà (The Twilight Zone) – serie TV, episodio 1x10 (1985)
- Vestito che uccide (I'm Dangerous Tonight), regia di Tobe Hooper - film TV (1990)
- La signora in giallo (Murder, She Wrote) - serie TV, episodi 5x13-7x21 (1989-1991)
- Lassie - serie TV, 36 episodi (1989-1992)
- Runaway Daughters, regia di Joe Dante - film TV (1994)
- Questione d'onore (Swearing Allegiance), regia di Richard Colla - film TV (1997)
- Felicity – serie TV, 2 episodi (2001)
- The Division – serie TV, 1 episodio (2002)
- She Spies – serie TV, episodio 1x01 (2002)
- The Agency – serie TV, episodio 2x21 (2003)
- The Perfect Husband: The Laci Peterson Story – film TV, regia di Roger Young (2004)
- Voodoo Moon – film TV, regia di Kevin VanHook (2005)
- Cold Case - Delitti irrisolti (Cold Case) – serie TV, episodio 2x19 (2005)
- Crossing Jordan – serie TV, episodio 5x06 (2005)
- Bones – serie TV, episodio 1x22 (2006)
- The Eden Formula – film TV, regia di John Carl Buechler (2006)
- Senza traccia (Without a Trace) – serie TV, episodio 5x07 (2006)
- Close to Home - Giustizia ad ogni costo (Close to Home) – serie TV, episodio 2x08 (2006)
- Sons & Daughters – serie TV, 11 episodi (2006-2007)
- Grey's Anatomy - serie TV, episodio 3x20 (2007)
- My Name Is Earl – serie TV, 3 episodi (2007)
- Ghost Whisperer - Presenze (Ghost Whisperer) – serie TV, episodio 3x10 (2007)
- Saving Grace – serie TV, episodio 2x02 (2008)
- Criminal Minds – serie TV, episodio 4x07 (2008)
- The Magic 7 – film TV, regia di Roger Holzberg (2009)
- Happy Town – serie TV, episodio 1x08 (2010)
- Law & Order: LA – serie TV, episodio 1x04 (2010)
- Detroit 1-8-7 – serie TV, episodio 1x09 (2010)
- The Office – serie TV, episodio 8x04 (2011)
- Switched at Birth - Al posto tuo (Switched at Birth) – serie TV, 2 episodi (2011)
- Grimm – serie TV, 3 episodi (2014)
- General Hospital – serie TV, 3 episodi (2015)
- Just Add Magic - serie TV, 39 episodi (2015-2018)
- NCIS - Unità anticrimine (NCIS) - serie TV, episodio 16x05 (2018)
- Uno studente quasi perfetto (The Wrong Teacher), regia di David DeCoteau – film TV (2018)
- Mai fidarsi di mia madre (The Wrong Mommy), regia di David DeCoteau – film TV (2019)

## Riconoscimenti
- Saturn Award
  - 1983 – Miglior attrice non protagonista per E.T. l'extra-terrestre

## Doppiatrici italiane
Nelle versioni in italiano delle opere in cui ha recitato, Dee Wallace è stata doppiata da:
- Angiola Baggi ne L'ululato, La campanella dei desideri
- Lorenza Biella in Cujo, Halloween - The Beginning
- Patrizia Masi in E.T. l'extra-terrestre
- Silvia Pepitoni ne L'ammiratore segreto
- Anna Rita Pasanisi in Critters, gli extraroditori
- Vittoria Febbi in Sospesi nel tempo
- Serena Spaziani in Felicity
- Valeria Perilli ne La signora in giallo (ep. 5x13)
- Liliana Sorrentino ne La signora in giallo (ep. 7x21)
- Fabrizia Castagnoli ne Il ricatto
- Daniela Nobili in My Name Is Earl
- Chiara Salerno in Grey's Anatomy
- Roberta Greganti in E.T. l'extra-terrestre (ridoppiaggio)
- Emanuela Baroni ne Le streghe di Salem